# Sphenomerus antennalis
Sphenomerus antennalis – gatunek chrząszcza z rodziny sprężykowatych.
Owad osiąga długość 12,5 mm.
Jest to ciemnobrązowy chrząszcz o w miarę długim, gęstym owłosieniu o białawej barwie.
Cechuje się on czołem łódkowatym, wklęsłym, którego długość nie dorównuje szerokości. Jego przedni brzeg jest wydatny, trapezoidalny w kształcie. Czułki o silnym ząbkowaniu składają się z 11 segmentów, sięgają tylnych kątów przedplecza. 2. segment ma kształt okrągły, a 3. zaś, trójkątny w kształcie, nie dorównuje 4. długością. Ostatni jest zwężony u koniuszka. Żuwaczki są wąskie. Górna warga także wąska, taśmowata, o długich setach. Krótkie sety tworzą penicillius. Szczęki przypominają kształtem motyle skrzydła. Przednie skrzydła wypukłe, zwężone w dystalnej ⅓. Aedagus samca jest krótki i szeroki.
Na goleniach widnieją długie ostrogi. Scutellum kształtu trójkątnego o zaokrąglonym tylnym brzegu, bocznych zaś postrzępionych.
Badany materiał pochodził z Indii.